# 1-й Скопьевский партизанский отряд
1-й Скопский народно-освободительный партизанский отряд (макед. Прв скопски народноослободителен партизански одред) — македонский партизанский отряд, образованный в Вардарской Македонии, оккупированной болгарами во время Второй мировой войны. Считается, что именно с его образования и боевого крещения началась Народно-освободительная война Югославии на территории сегодняшней Северной Македонии. Отряд был образован 22 августа 1941 года в Чифлике в парке Скопье и расформирован 2 ноября того же года. Первым командиром отряда был Чедомир Миленкович, с 18 по 31 октября им командовал Любомир Лекович. Политруком был Даме Крапчев. За время существования отряда в нём служили 44 бойца, из них 17 погибли в боях Народно-освободительной войны Югославии. Звание Народных героев Югославии получили три бойца отряда: Радо Йовчевский, Боро Петрушевский и Александар Урдаревский. 22 августа 1981 года в Скопье был открыт памятник скульптора Максима Димановского.

## Образование отряда
После тайного совещания руководства скопьевской ячейки Коммунистической партии Македонии, прошедшего 22 июня 1941 года в местечке Козле, было принято решение о начале вооружённой борьбы против болгарских войск и их союзников. На тот момент руководитель самой компартии Методий Шаторов отказывался от идеи вооружённой борьбы против болгарских оккупационных сил, рассчитывая на помощь Болгарской рабочей партии в свержении прогерманского режима в Болгарии. Македонцами был создан 22 августа 1941 года 1-й Скопьевский партизанский отряд в местечке Чифлик в Скопьевском парке численностью 12-13 человек из существовавших пяти диверсионных групп. Вскоре численность отряда выросла до 42 человек: в нём служили представители таких национальностей, как македонцы, сербы, черногорцы, хорваты, чехи, турки и албанцы.

## Деятельность
8 сентября 1941 года отряд разбил болгарские части у Богомила и провёл первую диверсию на шахте Радуша, вывезя оттуда вещества для взрывчатки и затем перебравшись на гору Водно, а 9 сентября уйдя в сторону Вардара. Диверсией руководил Боса Гюрашкович, а переход отряда осуществился в связи с тем, что один из его бойцов, Боро Петрушевский, чуть не попал в руки полиции. Вскоре отряд ушёл на гору Скопска-Црна-Гора и укрылся в пещере Лазаров-Камен у деревни Чучер, где пребывал с 11 по 18 сентября. Дальнейшим его убежищем был монастырь Благовещения (с 18 сентября до середины октября).
Бойцы отряда занимались пропагандистской деятельностью, вовлекая в Народно-освободительное движение всё больше и большие людей. 28 сентября в местечке Горне-Бавче состоялось совещание активистов народно-освободительного движения из Скопской-Црны-Горы, а 4 октября был сформирован первый народно-освободительный комитет (орган самоуправления) в селе Чучер. Партизаны также испытывали вооружение и боеприпасы: в Скопье они взрывали самодельные бомбы и гранаты, а также подрывали железнодорожные пути в Качаничке-Клисуре. Из боёв выделился лишь бой в Гёрче-Петрове 30 октября, когда погиб лесник. Однако этим деятельность партизан не ограничивалась: они занимались ликвидацией лиц, которые подозревались в коллаборационизме. 7 октября ими были убиты завербованные ВМРО партизаны Мане Мачков и Крум Панков из Скопье; в ходе операции погиб Благоя «Шовель» Деспотовски и в плен попал Александар Смилковский. 18 октября в местечке Бела-Вода на правом берегу реки Лепенец бойцы отряда принесли присягу.
Ещё четверо партизан за время боёв попали в плен к болгарам и вскоре были казнены: командовавший отрядом до конца октября Любо Лекович, студент Сорбонны Васил Антевский, деятель Компартии Македонии из Скопье Чедомир Миленкович и студент Периша Савелич были арестованы и приговорены к смерти.

## Расформирование отряда
В конце октября стали складываться предпосылки к расформированию отряда. Тяжёлые условия боёв против болгарских войск и полиции, предстоящая зима и необходимость помощи другим партизанским отрядам (Козякский, Карадакский и 1-й Прилепский имени Гоце Делчева). 30 октября 1941 года отряд прекратил фактическое существование, 2 ноября Главный штаб Народно-освободительных отрядов в Македонии издал приказ о расформировании, подписанный в селе Злокучани. Ряд партизан сумели пробраться в Скопье, но большая их часть была арестована, а у них конфисковали оружие и взрывчатку.
С 5 по 8 ноября шесть партизан бывшего 1-го Скопьевского партизанского отряда перешли в Велес, чтобы войти в 1-й Прилепский отряд. В группу вошли Васил «Дрен» Антевский, Благоя Давков, Невена Георгиева, Боро Боцевский, Даме Крапчев и Боро Ончев. 6 января 1942 года на дороге Скопье—Качаник у реки Лепенец собрались Даме Крапчев, Александар Урдаревский и Трайко Стойков, которые решили отправиться в Косово в помощь местному партизанскому движению. 17 апреля 1942 года у подножия Скопской-Црны-Горы Даме Крапчев, Радо «Корчагин» Йовчевский, Кемал Сейфула, Трайко Стойков и Георгий Саздовский создали 2-й Скопьевский партизанский отряд, насчитывавший от 10 до 20 человек. В течение следующих 10 дней Крапчева и Саздовского поймлаи и осудили болгарским судом, а отряд был разбит в начале 1943 года.

## Бойцы отряда
Первые 12 бойцов в этом списке служили в отряде с самого начала.
| - Даме «Стари» Крапчев (политрук) - Чедомир «Мирко» Миленкович - Боро «Боте» Боцевски - Невена Георгиева - Благоя «Шовель» Деспотовский - Радо «Корчагин» Йовчевский - Стерё «Дучо» Кранго - Павле Момчилович - Боро Ончев - Александар Смилковский - Светозар Томич - Боро «Гюро» Трайковский | - Васил «Дрен» Антевски - Роберт Гайдик - Благой «Блацки» Давков - Хамди Демир - Никола «Грчето» Димитровский - Боса «Дуся» Гюрашкович - Васил «Чанак» Зафировский - Илия Якимовский - Антун «Беличанец» Колендич - Александар «Парто» Крстевский - Любомир «Горский» Лекович | - Владимир «Лефтер» Мацанов - Рамадан «Рамче» Махмут - Кемаль «Хуриет» Мусли - Негре Новаковский - Сречко Петровский - Боро «Папучар» Петрушевски - Рашид «Чупчик» Мустафа - Периша «Самсон» Савелич - Георги «Гого» Саздовский - Кемаль «Орак» Сейфула - Александр «Губец» Спасовски | - Коце «Металец» Стояновски - Трайко Стойков - Драган Томич - Александар «Станко» Урдаревский - Благоя Урдаревский - Драгиша Урдаревский - Абдурахман «Глумец» Хусеин - Хайри Хусеин - Иван «Ваня» Циганов - Бранислав Шикич |